# جوزيف أ. براكن
جوزيف أ. براكن (بالإنجليزية: Joseph A. Bracken)‏ هو فيلسوف أمريكي، ولد في 22 مارس 1930 في شيكاغو في الولايات المتحدة.